# Rômulo (football, 2002)
Rômulo José Cardoso da Cruz dit Rômulo, né le 8 février 2002 à Marialva au Brésil, est un footballeur brésilien qui évolue au poste d'avant-centre au RB Leipzig.

## Biographie

### En club
Né à Marialva au Brésil, Rômulo commence le football au Maringá Futebol Clube (en) avant de rejoindre l'Athletico Paranaense, sous forme de prêt avant d'être transféré définitivement en 2019. Meilleur buteur de l'équipe des moins de 20 ans du club en 2021, Rômulo prolonge son contrat le 5 août 2022, étant alors lié au club jusqu'en juillet 2024.
Rômulo joue son premier match en professionnel le 16 novembre 2021, lors d'une rencontre de première division brésilienne contre l'Atlético Mineiro. Il entre en jeu lors de cette rencontre perdue par son équipe par un but à zéro.
Il inscrit son premier but le 23 janvier 2022, lors d'une rencontre du Campeonato Paranaense face au Paraná Clube. Titulaire, il donne la victoire à son équipe en étant l'unique buteur de la partie. Le 19 février 2022, Rômulo se fait remarquer, toujours dans le Campeonato Paranaense, en réalisant le premier triplé de sa carrière, face au Cianorte Futebol Clube (en). Avec ses trois buts il participe ainsi à la victoire de son équipe par cinq buts à un,. Le 6 avril 2022, il participe à son premier match de Copa Libertadores, contre le Caracas FC. Il entre en jeu et les deux équipes se neutralisent (0-0 score final).
Le 7 février 2024, Rômulo rejoint la Turquie et le club de Göztepe SK, sous la forme d'un prêt avec option d'achat.
Rômulo rejoint définitivement Göztepe le 24 janvier 2025, le club turc levant l'option d'achat pour le joueur. Il signe alors un contrat courant jusqu'en juin 2028.
Le 15 août 2025, Rômulo rejoint l'Allemagne afin de s'engager en faveur du RB Leipzig pour un contrat de cinq ans, soit jusqu'en juin 2030.